# Смерть и похороны Мустафы Кемаля Ататюрка
Мустафа Кемаль Ататюрк, первый президент Турции, скончался во дворце Долмабахче, своей официальной резиденции в Стамбуле, 10 ноября 1938 года. Его похороны состоялась в столице Анкаре 21 ноября, в них приняли участие почётные гости из 17 стран. Его тело сохранялось в Этнографическом музее Анкары до 10 ноября 1953 года, когда в пятнадцатую годовщину его смерти его останки были перезахоронены в выстроенном для Ататюрка мавзолее Аныткабир.

## Смерть
В 1937 году стали появляться признаки ухудшения здоровья Ататюрка. В начале 1938 года, во время своей поездки в Ялову, он страдал от тяжёлой болезни. После короткого периода лечения в Ялове наблюдалось явное улучшение его здоровья, но состояние снова ухудшилось после его путешествия в Анкару, а затем в Мерсин и Адану. По возвращении в Анкару в мае, ему было рекомендовано отправиться в Стамбул на лечение, где ему был поставлен диагноз цирроза печени.
Во время пребывания в Стамбуле Ататюрк стремился не отставать от своего обычного графика жизни, главенствуя на заседании Совета министров, работая над вопросом Хатая, принимая короля Румынии Кароля II во время его визита в Турцию в июне. Ататюрк оставался на борту своей президентской яхты MV Savarona до конца июля, когда его здоровье снова ухудшилось, и он был вынужден перебраться в комнату, обустроенную для него в дворце Долмабахче.
Свидетельство о смерти Ататюрка, подписанное девятью медицинскими профессорами, официально сообщало о том, что основатель и президент Турецкой Республики умер в 09:05 по местному времени 10 ноября 1938 года в государственной резиденции дворце Долмабахче в Стамбуле после продолжительной болезни.

## Похороны
Началась подготовка к государственным похоронам Ататюрка, которыми занимались высшие чины страны. Решение вопроса по последнему пристанищу Ататюрка не было принято. На следующий день, 11 ноября, Великое национальное собрание Турции избрало Исмета Инёню в качестве нового президента Турции.

### Религиозная служба
Религиозные службы первоначально не рассматривались, но сестра Ататюрка Макбуле Атадан, остававшаяся во дворце несколько дней, настаивала на религиозном обряде в мечети прежде, чем тело будет перевезено в Анкару. Она впоследствии убедила главу Диянета Рифата Бёрекчи, что джаназа может проводиться и за пределами мечети.
Заупокойная молитва была проведена в 08:10 утра по местному времени 19 ноября. Церемонию вёл профессор Шерафеттин Ялткая, директор Института исламских исследований, на турецком языке, а не на арабском как принято. Во время религиозной церемонии фотографирование было запрещено. На церемонии присутствовали люди, которые были ему близки, некоторые генералы, религиозные деятели, дворцовые слуги и главный хафиз Яшар Окур, служивший при Ататюрке в течение 15 лет.

### Катафалк
Профессор Мехмет Камиль Берк, один из подписантов свидетельства о смерти Ататюрка, подвязал подбородок умершего шёлковым платком и связал большие пальцы ног согласно исламским обрядам. Поскольку захоронение затянулось, его тело бальзамировал патологоанатом профессор Лютфи Аксу, прибывший с этой целью из Военной медицинской академии Гюльхане (GMMA) в Анкаре. Затем его тело лежало в покое, в то время как его сестра Макбуле Атадан, высокопоставленные правительственные чиновники и офицеры, а также другие влиятельные люди приходили в определённое время, чтобы отдать дань уважения усопшему.
Тело Ататюрка было уложено в цинковый гроб, отделанный красным и ореховым деревом. 16 ноября гроб с национальным флагом был установлен на катафалке в приёмном зале дворца. По бокам от него стояли три высоких факела, символизирующих шесть столпов кемализма и увенчанных венками.
В течение трёх дней тысячи скорбящих людей отдавали дань уважения проходя мимо катафалка, у которого круглосуточно стоял почётный караул из офицеров.

### Перемещение в столицу
После похоронной молитвы гроб Ататюрка вывезли из дворца Долмабахче, поместив его на орудийный передок, запряжённый лошадьми, и повезли его во главе кортежа через парк Гюльхане. С мыса Сарайбурну торпедный катер доставил его на линейный крейсер TCG Yavûz. Корабли турецкого флота и иностранные суда сопровождали TCG Yavûz с гробом Ататюрка на борту до острова Бююкада. Затем Yavûz доставил его в Измит.
Затем гроб Ататюрка был передан похоронному поезду в Измите, который доставил его в Анкару, прибыв на следующий день 20 ноября. В Анкаре его во время прибытия на Центральный вокзал Анкары встречали президент Исмет Инёню, спикер парламента Абдюльхалик Ренда, премьер-министр Джеляль Баяр, министры правительства, начальник Генерального штаба маршал Февзи Чакмак, высокопоставленные офицеры и члены парламента.

## Государственные похороны
Гроб Ататюрка был доставлен на орудийном передке в здание Великого Национального собрания Турции в Улусе, где он был помещён на катафалке перед зданием парламента. Тысячи жителей Анкары смогли отдать дань уважения первому президенту Турции.

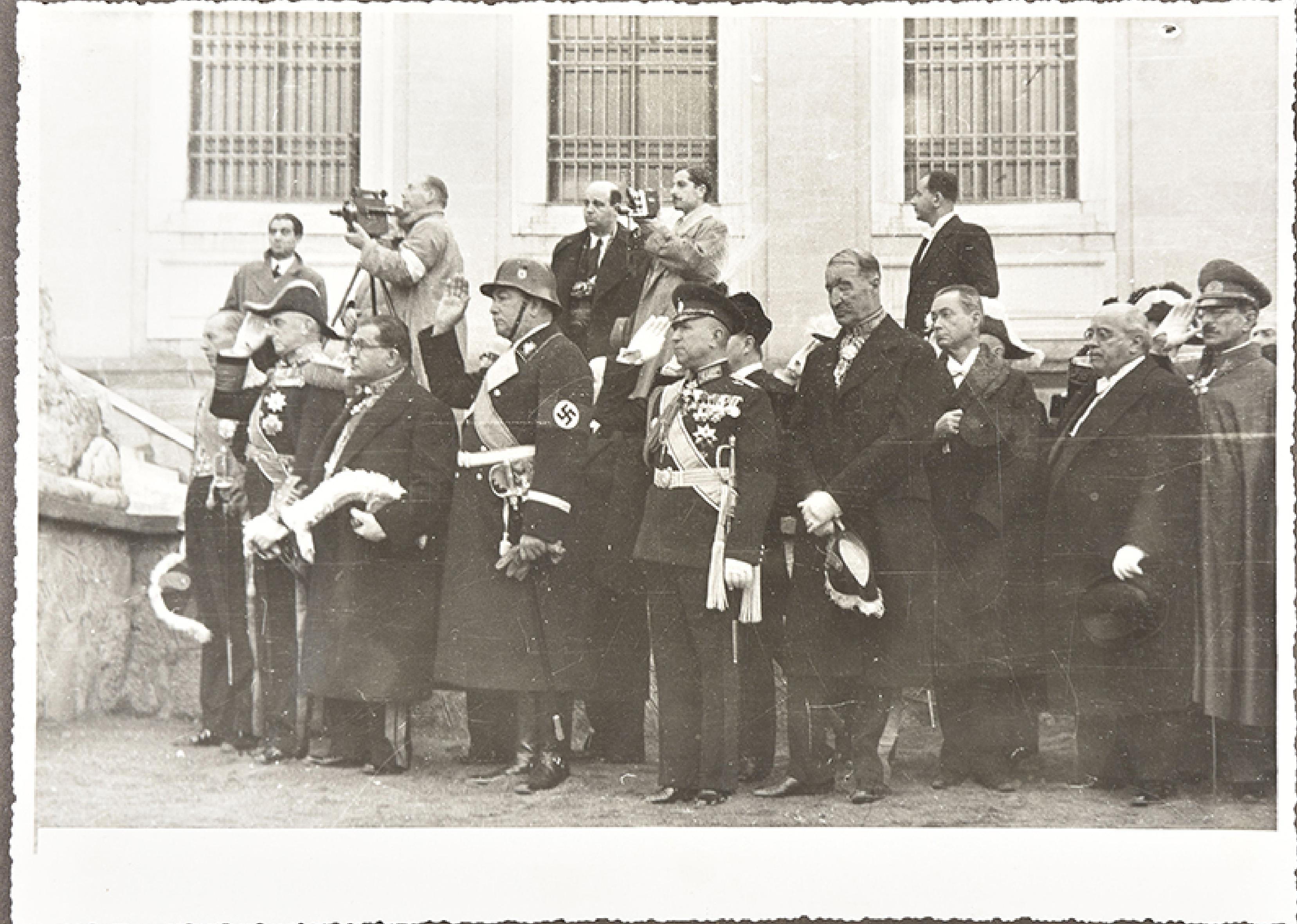
Официальные лица иностранного государства на похоронах.

На следующий день, 21 ноября, состоялась величественная церемония похорон, в которой приняли участие сановники из 17 стран. Кортеж с гробом Ататюрка, покрытым флагом, на оружейном передке, запряжённом лошадьми, направился в Этнографический музей Анкары в сопровождении девяти вооружённых отрядов иностранных государств, в том числе британского, иранского и югославского почётных караулов.

## Перезахоронение в Аныткабире

### Временное место захоронения
Прибывший в Этнографический музей Анкары гроб с телом Ататюрка был помещён в саркофаг из белого мрамора и покрыт турецким флагом.
Турецкие чиновники запланировали монументальный мавзолей для Ататюрка на самом высоком холме Анкары, в то время известном как Расаттепе. В течение 15 лет, понадобившихся для строительства мавзолея, Этнографический музей Анкары играл роль места временного захоронения первого президента Турции.

### Окончательное место захоронения

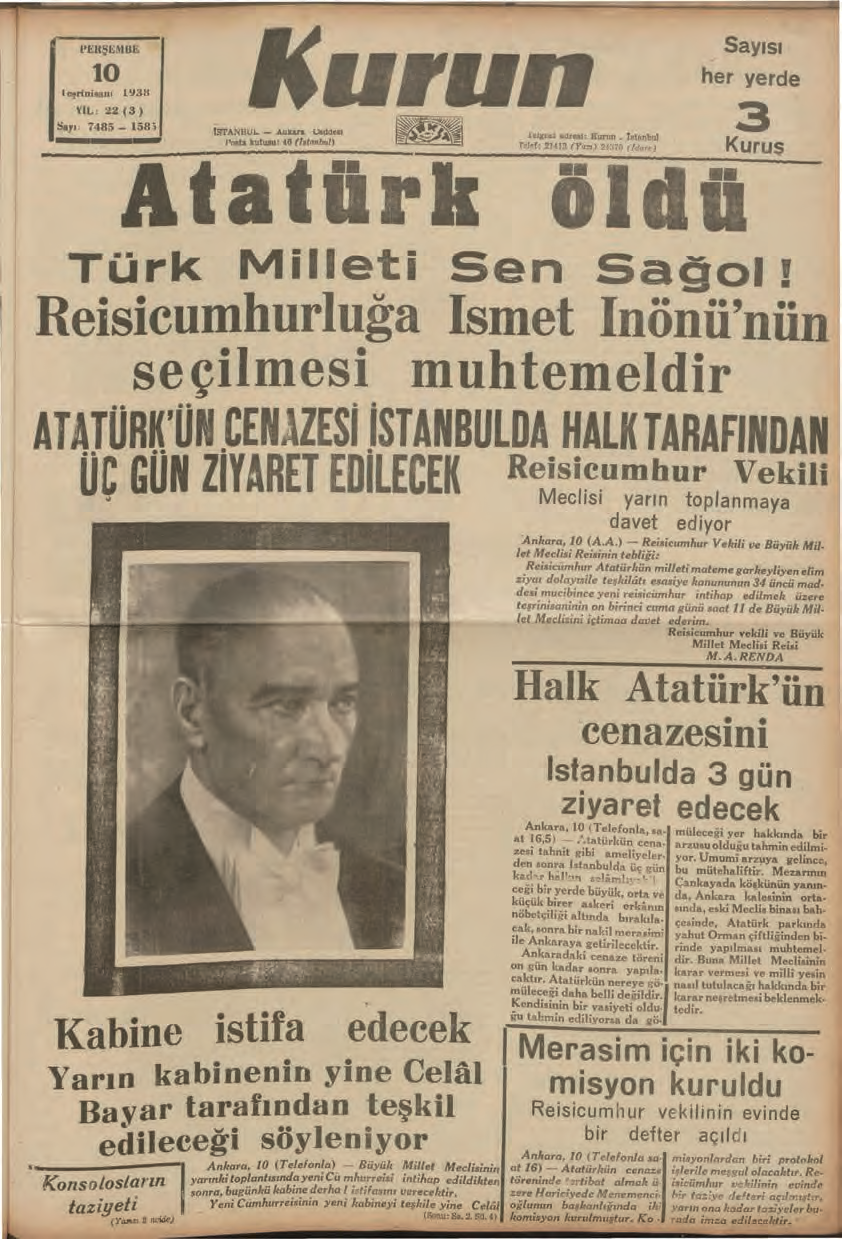
Kurun от 10 ноября 1938 года сообщает о смерти Мустафы Кемаля Ататюрка.

После завершения возведения Аныткабира в 1953 году саркофаг с останками Ататюрка был открыт, а его гроб извлечён с помощью грузоподъёмных кранов в присутствии сестры Ататюрка Макбуле, президента Джеляля Баяра, спикера парламента Рефика Коралтана, премьер-министра Аднана Мендереса, начальника Генерального штаба Нури Ямута, Абдюльхалика Ренды и некоторых других высокопоставленных чиновников. Гроб был поставлен на катафалк. Патологоанатом профессор Камиле Шевки Мутлу с медицинского факультета Анкарского университета по поручению губернатора Анкары Кемаля Айгюна открыла гроб, осмотрела останки и следила за подготовкой к последующему перезахоронению в соответствии с традиционными похоронными обычаями.
10 ноября, в 15-ю годовщину смерти Ататюрка, его гроб, покрытый флагом, была вынесен из Этнографического музея на плечах 12 солдат и положен на кессон. 138 молодых офицеров запаса шли в процессии, которая растянулась на 3 км, включая президента, премьер-министра, всех министров правительства, депутатов парламента, губернаторов провинций и иностранных дипломатов. В то же время миллионы турок по всей стране почтили память Ататюрка пятью минутами молчания.
В кортеже приняли участие лидеры религиозных общин Турции армянский патриарх, константинопольский патриарх, римско-католический епископ и верховный раввин, идя рядом с президентом по делам религий Турции.